# François N'Guessan Kouakou
François N'Guessan Kouakou est un universitaire d'origine ivoirienne. Académicien et secrétaire perpétuel de l'Académie des sciences, des arts, des cultures d'Afrique et des diasporas africaines (ASCAD), il préside plusieurs institutions universitaires d'Afrique de l'Ouest.

## Biographie
Professeur émérite de sociologie politiqueet d'anthropologie, il a été le vice-recteur de l'université de Bouaké jusqu'en 1995 et en est devenu le premier président de 1995 à 2001. 
En 2005, il a été fait président honoraire de l'université de Bouaké.
Membre de plusieurs comités scientifiques,,, il est actuellement le Président du Conseil des institutions suivantes :
- Institut supérieur de technologie de Côte d'Ivoire[9] (depuis 2007)
- Université des sciences et technologies de Côte d'Ivoire[10] (depuis 2009)
- Consortium pour le management de la recherche fondamentale et appliquée en Afrique au sud du Sahara[11] (depuis 2009)
- Université des sciences et technologies du Togo[12] (2012-2013, ad interim)

Il est également le président du comité d'administration de la fondation « Georges Niangoran-Bouah pour la Renaissance et la valorisation des cultures africaines »,.

## Distinctions
- Officier de l’ordre international des Palmes académiques du Conseil africain et malgache pour l'enseignement supérieur[15]
- Membre de l'Académie des sciences, des arts, des cultures d'Afrique et des diasporas africaines (ASCAD)[16] dont il est le secrétaire perpétuel